# زک گرینکه
زک گرینکه (انگلیسی: Zack Greinke؛ زادهٔ ۲۱ اکتبر ۱۹۸۳) بازیکن بیس‌بال اهل ایالات متحده آمریکا است که یک پیچر بیسبال حرفه‌ای آمریکایی برای کانزاس‌سیتی رویالز در لیگ برتر بیسبال آمریکا (MLB) است.
از باشگاه‌هایی که در آن بازی کرده‌است می‌توان به لس آنجلس آنجلز، لس آنجلس داجرز، و کانزاس‌سیتی رویالز اشاره کرد.